# 박재현 (2006년)
박재현(2006년 12월 8일 ~ )은 KBO 리그 KIA 타이거즈의 외야수이다.

## KIA 타이거즈시절
2025년에 입단하였다. 2025년 3월 22일 NC 다이노스와의 경기에 대주자로 데뷔 첫 경기를 치렀고, 경기에서 1득점을 기록했다.

## 출신 학교
- 동막초등학교
- 재능중학교
- 인천고등학교